# Gradac (Ružić)
Gradac falu Horvátországban Šibenik-Knin megyében. Közigazgatásilag Ružićhoz tartozik, de a község központja Gradacon van.

## Fekvése
Knintől légvonalban 24, közúton 27 km-re délre, Dalmácia középső részén, a Petrovo-mező délkeleti részén, a Svilaje-hegység nyugati lábánál, a Čikola jobb partján fekszik. A község legnépesebb települése.

## Története
A régészeti leletek tanúsága szerint területe már ősidők óta lakott. A vidék első ismert népe az illírek voltak, akiknek erődített települései álltak itt. Közülük a legnagyobb erődített település maradványa Lunića felett található. A római korból ismert település Municipium Magnum a település déli szomszédságában fekvő mai Umljanović területén volt, a Salona – Promona közötti római út mentén. Északra, Otavice és Kadine Glavice között a VII. légió katonai tábora feküdt. Átellenben a Čikola bal partján kora keresztény templom romjai találhatók. A falu egy a Šperović család által épített középkori erődítményről kapta a nevét. A Kisboldogasszony templom maga is egy középkori Szent Péter templom alapjaira épült, melynek maradványai részben fennmaradtak a templom kriptájában. A kriptában 2005-ben nyitották meg az egyházközség múzeumát, ahol az itt feltárt leletek is találhatók. A környező településekkel együtt 1522-ben szállta meg a török és csak a 17. század végén szabadították fel a velencei seregek. 1797-ben a Velencei Köztársaság megszűnésével a Habsburg Birodalom része lett. 1806-ban Napóleon csapatai foglalták el és 1813-ig francia uralom alatt állt. Napóleon bukása után ismét Habsburg uralom következett, mely az első világháború végéig tartott. A falunak 1857-ben 516, 1910-ben 596 lakosa volt. Az első világháború után rövid ideig az Olasz Királyság, ezután a Szerb-Horvát-Szlovén Királyság, majd Jugoszlávia része lett. A település teljes kiépülése a II. világháború után történt, amikor Gornji Gradac lakói, akik addig a Svilaje lejtőin laktak letelepültek a hegy alatti részre. A községháza mellett megépültek a közintézmények, a plébániatemplom, az Antun Mihanović alapiskola, az óvoda, az anyakönyvi hivatal és az átalakított postahivatal. Több üzlet és vendéglátó egység is van itt. 1991-ben lakosságának 96 százaléka horvát nemzetiségű volt. A délszláv háború során megszállták a szerb csapatok. A horvátok tulajdonában levő összes házat és gazdasági épületet lerombolták. Hasonló sorsra jutott a templom is. Az egyik házban talált 91 éves idős embert Stana Vidovićot meggyilkolták. Amikor 1995 augusztusában a Vihar hadművelet során a horvát csapatok a falut visszafoglalták nem találtak ott élőket. A falut a háború után újjáépítették, de a lakosság létszáma az 1971-es 645-nek a háború utánra alig a felére esett vissza. A településnek 2011-ben 317 lakosa volt. Lakói főként mezőgazdasággal, állattartással foglalkoznak és a közeli vállalatoknál dolgoznak.

## Lakosság
| Lakosság változása | Lakosság változása | Lakosság változása | Lakosság változása | Lakosság változása | Lakosság változása | Lakosság változása | Lakosság változása | Lakosság változása | Lakosság változása | Lakosság változása | Lakosság változása | Lakosság változása | Lakosság változása | Lakosság változása | Lakosság változása |
| ------------------ | ------------------ | ------------------ | ------------------ | ------------------ | ------------------ | ------------------ | ------------------ | ------------------ | ------------------ | ------------------ | ------------------ | ------------------ | ------------------ | ------------------ | ------------------ |
| 1857               | 1869               | 1880               | 1890               | 1900               | 1910               | 1921               | 1931               | 1948               | 1953               | 1961               | 1971               | 1981               | 1991               | 2001               | 2011               |
| 516                | 530                | 454                | 515                | 578                | 596                | 609                | 629                | 630                | 597                | 594                | 645                | 538                | 412                | 344                | 317                |

## Nevezetességei
A Kisboldogasszony tiszteletére szentelt római katolikus plébániatemploma még a kora középkorból származik. Elődje Szent Péter tiszteletére volt szentelve. Ebből az időből való a mellékbejárat fölé befalazott fonatos épületdísz. A templom falában található egy 11. századból származó kora román dísz és több kisebb töredék. A mai templomot 1752 és 1757 között építtette az akkori plébános Gašpar Vinjalić. A főbejárat feletti felirat szerint 1771-ben megújították. Később többször javították, 1897-ben új szentélyt építettek hozzá. A sekrestye 1856-ban épült. 1963-ban belül kifestették és 1971-ben az új liturgikus előírásoknak megfelelően rendezték át. 1981-ben történtek a templom körüli első ásatások. Négy kutatóárok a templom falánál, három a temető területén húzódott. Egy földrengés következtében bekövetkezett károk miatt 1988 és 1990 között az épületet a kulturális minisztérium anyagi támogatásával teljesen felújították. A templom egyhajós épület apszissal. Homlokzatán a bejárat mellett két ablak található. A bejárat feletti részt madarak ábrázolása és növényi ornamentika díszíti. Felette félkör alakú fülke a templom megújításának adópontjával és Szűz Mária meglehetősen ügyetlenül elkészített szobrocskájával. Efelett kő rózsaablak, mellette a ferences címerrel és geometriai díszítéssel. A homlokzat tetején pengefalú harangtorony található benne két haranggal. A belső falakat felül gipsz félköríves díszítés fedi. Hasonló kialakítású a helyi mester által díszített diadalív is. A főoltár márványból készült, rajta a Szeplőtelen fogantatás szobrával, mely tiroli munka. A márvány oltár előépítmény a szentélyre merőleges, gazdag füzérdíszt tartó angyalok díszítik. A diadalív melletti oltárok közül a tabernákulumos oltár volt a korábbi főoltár, a másik pedig Szent József tiszteletére van szentelve. A hajóban levő márvány oltár titulusa Keresztelő Szent János. A templomnak még Kisboldogasszony, Mária gyermekével, Szent Ferenc és Szent Anna barokk képei vannak. Régi a fából faragott feszület is. A templom körül temető található, ahol római szarkofág és sírkőlap is előkerült. 1993-ban a szerb csapatok a templomot földig rombolták. Újjáépítése előtt 1996-ban és 1997-ben régészeti feltárásokat folytattak, melyek során feltárták az ószláv templom részlegesen fennmaradt falait. Az ennek során talált töredékeket a templom falába illesztették. A templom alá kriptát építettek, ahol az egyházközség régiségeinek gyűjteményét rendezték be. A templom újjáépítéséhez a horvát kulturális minisztérium jelentős anyagi támogatást nyújtott. Az épület északnyugat-délkeleti tájolású különálló harangtorony a templom délnyugati oldalán áll.
A Gradac központjában található közkutat 1792-ben építették hosszúkás kőfal formájában, közepén háromszögletű domborulattal, amelyben két nyílás található, amelyeken keresztül víz folyik. Fent egy kőlap, vésett felirattal és az építés éve, szegélyezve stilizált levelekkel és hegyes végekkel díszített domború oszlopokkal. A kút csapjától balra kővályú található a tároláshoz, kicsit távolabb pedig hat vaskarika a szarvasmarhák megkötésére.